# 钱卓
钱卓 (1962年10月—)，江苏常州人，美国乔治亚医科大学脑研究所所长，华东师范大学教授、脑功能基因组学研究所所长，长江学者。

## 生平
1984年毕业于华东师范大学生物系，1990年获得明尼苏达大学分子生物学与生物化学系博士学位。2007年至今，担任美国乔治亚医科大学大脑与行为研究所所长。